# Esslemont Castle
Esslemont Castle ist die Ruine eines Wohnturms an der Fernstraße A920, westlich von Ellon in der schottischen Council Area Aberdeenshire.

## Geschichte
Erstmals wird Esslemont Castle im 14. Jahrhundert als Manor of Esslemont urkundlich erwähnt.
Die Ländereien von Esslemont fielen im 14. Jahrhundert von der Familie Mareschal durch Heirat der Erbin Janet mit Francis le Chen of Straloch an die Familie Chen/Cheyne. Nachdem die Burg 1493 niedergebrannt worden war, ließ Henry Cheyne sie mit königlicher Lizenz von 1500 wieder neu aufbauen. 1564 wurde Patrick Cheyne von Maria Stuart zum Baron von Esslemont ernannt. Die Königin weilte während ihres Angriffs auf George Gordon, 4. Earl of Huntly, auf der Burg. 1575/1576 sind an dieser Stelle eine Festung und ein Turm vermerkt.
Später wurde die Burg in Folge einer Fehde zwischen den Cheynes und den Hays zerstört. Der Name der Ländereien, jetzt als Essilmounthe, erscheint in den schottischen Aufzeichnungen 1609.
Die Burg wurde sein 1625 nicht mehr regelmäßig bewohnt; das Anwesen fiel an die Familie Errol. 1728 wurde es Eigentum von Robert Gordon und war wohl bis 1769 teilweise bewohnt. Dann wurde das heutige Landhaus Esslemont House in der Nachbarschaft errichtet.

## Ausgrabungen
1938 entdeckte man bei Ausgrabungen innerhalb der Einfriedung die unteren Bereiche der früheren Burg, ein massives Tower House mit L-förmigem Grundriss mit 1,8–2,1 Meter dicken und bis zu 1,8 Meter hohen Mauern. Es gab auch eine 1,2 Meter dicke Kurtine. Der umgebende Graben könnte aus dem 14. Jahrhundert stammen. Gefunden wurden auch eine Tonscherbe aus dem 14. oder 15. Jahrhundert, ein Medaillon und ein abgenutzter Shilling aus der Zeit Wilhelms III.

## Heute

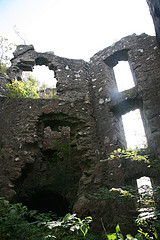
Das Innere der Burgruine

Heute fehlt das Dach der Burg und große Teile der Mauern wurden als Quelle für Bausteine für nahegelegene Projekte genutzt. Besonders bemerkenswert ist das Fehlen der verkleideten Steine an den Fenstern. Es handelte sich um ein Tower House mit L-förmigem Grundriss, einem Treppenturm und einem Rundturm an der Südostecke. Im Erdgeschoss des Hauptgebäudes war eine Küche mit einer breiten Feuerstelle an der nördlichen Giebelwand untergebracht. Die zackigen Kanten der ruinierten Seiten des Kaminzuges sind bis hoch oben in den Giebel sichtbar. Auch an der Ruine ist noch deutlich zu sehen, dass die Burg einst drei Stockwerke hatte.

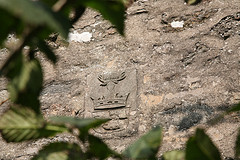
Das Wappen der Familie Gordon an Esslemont Castle

Das Wappen der Gordons sind außen an der Burg zu sehen. Esslemont Castle gilt als Scheduled Monument.